# Paulus Catena
Paulus, genannt Catena („die Kette“; † Ende 361/Anfang 362), war ein spätantiker römischer Beamter am Hof des Kaisers Constantius II., wo er von 353 bis 361 als notarius fungierte. Über seine Tätigkeiten berichtet vor allem der Geschichtsschreiber Ammianus Marcellinus.
Paulus stammte aus Spanien. Am Hof des Kaisers Constantius (regierte 337–361) war er für die Aufklärung und Verfolgung von Hochverratsfällen zuständig. In dieser Funktion agierte er offenbar überaus listig, sodass man ihm den Beinamen „Catena“, „die Kette“ gab. Ammianus berichtet:

„Dem Paulus hat man [...] den Beinamen ‚die Kette‘ gegeben, weil er sich darauf verstand, heimtückische Netze zu knüpfen, denen sich niemand entwinden konnte; dabei war er so raffiniert in der Auswahl seiner verschiedenen Tricks wie manche Ringer, die bei Wettkämpfen außerordentliche Gewandtheit an den Tag legen.“

In den Quellen erscheint er das erste Mal im Jahr 353, als er nach Britannien geschickt wurde, von wo er einige Militärpersonen, die mit dem kurz zuvor besiegten Usurpator Magnentius zusammengearbeitet hatten, zur Verurteilung an den Hof des Kaisers bringen sollte. Angeblich trat er dabei überaus rücksichtslos und brutal auf und legte auch Unschuldige in Ketten, wogegen sich der Vizepräfekt (vicarius) der Provinz, Martinus, zur Wehr setzte. Sein Versuch, Paulus zu ermorden, scheiterte jedoch. Martinus beging daraufhin Selbstmord. Die Beschuldigten brachte Paulus in Ketten an Constantius’ Hof. Nachdem 354 der Unterkaiser Constantius Gallus wegen Hochverrats hingerichtet worden war, suchte Paulus gemeinsam mit dem rationalis Mercurius nach weiteren Verdächtigen.
Im Jahr 355 war Paulus in Köln eingesetzt, wo er als Mitglied eines Rats nach der Hinrichtung des Usurpators Silvanus dessen Mittäter ausfindig machen und verurteilen sollte. Danach taucht er erst 358 wieder in den Quellen auf, als er an den Hof des Caesars Julian in Paris geschickt wurde. Dort sah er sich um und sammelte Informationen, die er anschließend dem seinem Unterkaiser gegenüber misstrauischen Constantius mitteilte. 359 wurde der „Kettenpaul“ in den Osten gesandt, wo er abermals, diesmal gemeinsam mit dem comes Orientis Domitius Modestus, gegen angebliche Hochverräter einschreiten sollte. Wiederum wurden etliche Personen, darunter auch hohe Würdenträger, verurteilt und hingerichtet.
Nachdem Constantius II. Ende 361 gestorben und Julian Kaiser geworden war, fanden in Chalcedon Prozesse gegen einige hochrangige Beamte des Constantius statt. Auch Paulus wurde verurteilt und lebendig verbrannt. Ob das harsche Urteil des Ammianus, der Paulus mehrmals als „tartareus“, als „Teufel“, bezeichnet, in dieser Härte berechtigt ist, ist schwierig zu beurteilen. Hier spielt vermutlich auch Ammians allgemeine Abneigung gegen Constantius’ Höflinge eine Rolle.